# Ricardinho (ur. 1975)
Ricardo Souza Silva (ur. 26 listopada 1975 w São Paulo) – brazylijski piłkarz występujący na pozycji pomocnika.

## Życiorys
Seniorską karierę rozpoczynał w Nacional AC. W 1997 roku przeszedł do Nagoya Grampus Eight. 12 kwietnia zadebiutował w J.League uczestnictwem w przegranym 2:3 meczu z Cerezo Osaka. Ogółem w 1997 roku rozegrał 22 ligowe spotkania. Po zakończeniu sezonu przeszedł do Shonan Bellmare. W barwach tego klubu rozegrał 36 meczów ligowych, w których zdobył 10 bramek. W 1999 roku powrócił do Brazylii, wiążąc się umową z São Paulo FC. W następnym roku przeszedł do Kawasaki Frontale, z którym spadł wówczas z ligi. Latem 2001 roku przeszedł do Coritiba FBC, dla której rozegrał dwa spotkania w Campeonato Brasileiro Série A. W 2002 roku był piłkarzem Paulista FC i Joinville EC, po czym przeszedł do portugalskiego CD Nacional. W Primeira Lidze wystąpił ośmiokrotnie, debiutując 25 sierpnia 2002 roku w przegranym 0:1 meczu z Gil Vicente FC. W 2003 roku grał w Fortaleza EC, a w pierwszej połowie 2004 roku ponownie grał w Portugalii, w Portimonense SC. Po odejściu z Portimonense przez pół roku pozostawał bez klubu. W 2005 roku występował w Paulista FC i SC Internacional, rozgrywając dla drugiego z tych klubów 23 mecze w Série A. Następnie grał w SE Palmeiras, występując wówczas m.in. w 7 meczach Copa Libertadores. Następnie grał w Botafogo FR (mecze m.in. w Copa Sudamericana) i Coritiba FBC. W 2008 roku wystąpił w 26 spotkaniach Série A w EC Vitória. W 2009 roku rozegrał jeszcze 4 mecze w Série A dla Avaí FC. Następnie grał w klubach niższych lig brazylijskich: Vila Nova FC, Sport Club do Recife, Grêmio Esportivo Brasil, Bangu AC, Independente FC, Joinville EC, EC Água Santa, Nacional AC (Paraná), AA Portuguesa, SE Patrocinense i São Carlos FC. W 2018 roku zakończył karierę.

## Statystyki ligowe
| Sezon         | Klub                    | Liga                          | Mecze | Gole |
| ------------- | ----------------------- | ----------------------------- | ----- | ---- |
| 1997          | Nagoya Grampus Eight    | J.League                      | 22    | 3    |
| 1998          | Shonan Bellmare         | J.League                      | 26    | 10   |
| 1999          | Shonan Bellmare         | J.League Division 1           | 10    | 0    |
| 2000 (j)      | Kawasaki Frontale       | J.League Division 1           | 6     | 0    |
| 2001 (w)      | Kawasaki Frontale       | J.League Division 2           | 14    | 3    |
| 2001 (j)      | Coritiba FBC            | Campeonato Brasileiro Série A | 2     | 0    |
| 2002/2003 (j) | CD Nacional             | Primeira Liga                 | 8     | 0    |
| 2003          | Fortaleza EC            | Campeonato Brasileiro Série A | 10    | 0    |
| 2003/2004 (w) | Portimonense SC         | Segunda Liga                  | 14    | 2    |
| 2005          | SC Internacional        | Campeonato Brasileiro Série A | 23    | 2    |
| 2006          | SE Palmeiras            | Campeonato Brasileiro Série A | 3     | 0    |
| 2007          | Botafogo FR             | Campeonato Brasileiro Série A | 13    | 0    |
| 2007 (j)      | Coritiba FBC            | Campeonato Brasileiro Série B | 13    | 1    |
| 2008          | EC Vitória              | Campeonato Brasileiro Série A | 26    | 3    |
| 2009          | Avaí FC                 | Campeonato Brasileiro Série A | 4     | 1    |
| 2009          | Vila Nova FC            | Campeonato Brasileiro Série B | 18    | 4    |
| 2010 (w)      | Sport Club do Recife    | Campeonato Brasileiro Série B | 2     | 0    |
| 2010          | Grêmio Esportivo Brasil | Campeonato Brasileiro Série C | 8     | 0    |